# Xarifia anomala
Xarifia anomala is een eenoogkreeftjessoort uit de familie van de Xarifiidae. De wetenschappelijke naam van de soort is voor het eerst geldig gepubliceerd in 1968 door Humes & Ho.